# TREENOD
株式会社ツリーノッド（英：Treenod Inc.、韓国名：(주)트리노드）は韓国釜山広域市に本社を置き、モバイルゲームなどの開発を行う会社。

## 沿革
- 2011年6月 - 韓国釜山にツリーノッドを設立。創業者は金俊秀。
- 2012年4月 - スマートフォンゲーム『パタポコアニマル』のサービス開始。
- 2013年5月 - スマートフォンゲーム『LINE ポコパン』のサービス開始。
- 2014年3月 - ライセンス管理事業を本格化。
- 2014年9月 - スマートフォンゲーム『LINE ポコポコ』のサービス開始。
- 2015年7月 – 日本に現地法人を設立。

## 主なゲーム
- パタポコアニマル
3D立体に2Dのコンセプトが加えられた独特なビジュアルの矢のシューティングゲーム。童話から逃げようとする動物たちを阻止し、世界を支配しようとする悪魔を退けるというストーリー。72の多様なステージにチャレンジするゲームモードと、友たちと一緒にゲームの記録を競争するチャレンジモードが楽しめる。[1]
- LINE ポコパン
一筆書き（制限時間60秒の間に同じブロックを最大限長く早く繋ぐ「一気に描く」方式）パズルゲーム。 世の中を支配しようとする悪魔がポコ森の動物を洗脳してモンスター化し、それを阻止するためにポコタと仲間たちが魔法のブロックを繋いで悪魔から動物を守るというストーリー。[1]
- LINE ポコポコ
同じ模様のポコキャラクターのブロックを消す「マッチ3ゲーム」。平和のポコ森が悪魔たちに占領されると、ポコタと仲間たちが村を守るという設定。石板を破壊し、ステージをクリアするたびに世の中を浄化する白い花が咲く。[1]

## 主なキャラクター
- ポコタ（2011）